# Palacio Municipal de Cananea
El Palacio municipal de Cananea es el edificio sede del ayuntamiento del municipio de Cananea, ubicado en el norte del estado de Sonora, México. Fue inaugurado en 1903 y desde entonces ha sido remodelado varias veces. Es catalogado como Monumento Histórico por Instituto Nacional de Antropología e Historia (INAH) para su preservación. El lugar es uno de lo más visitados de la ciudad junto al Museo de la Lucha Obrera y el Templo de Nuestra Señora de Guadalupe.

## Historia
Fue construido después de que a la ciudad se le nombrara cabecera de su propio municipio y se inauguró el 7 de febrero de 1903, el edificio fue financiado por la Consolidated Cooper Company, con un valor de 50,000 pesos, repartidos entre este edificio y la construcción de la Cárcel Municipal.
En 1926 el palacio sufrió un incendio, por lo que fue reconstruido casi en su totalidad.